# Rodrigo de Castilla
Rodrigo (m. 873) fue un noble y primer conde de Castilla (c. 860-873). Algunos investigadores lo suponen hijo de Ramiro I de Asturias y Paterna, su segunda mujer, por lo que sería medio hermano de Ordoño I. Sin embargo, su filiación como hijo del rey Ramiro no consta en la documentación medieval y, además, es improbable que un hijo de un matrimonio que se celebró no antes de 842 haya repoblado Amaya en 860, aunque debido a las misiones que le fueron encomendadas, es muy probable que fuese una persona muy cercana a la familia real.

## Vida y gobierno

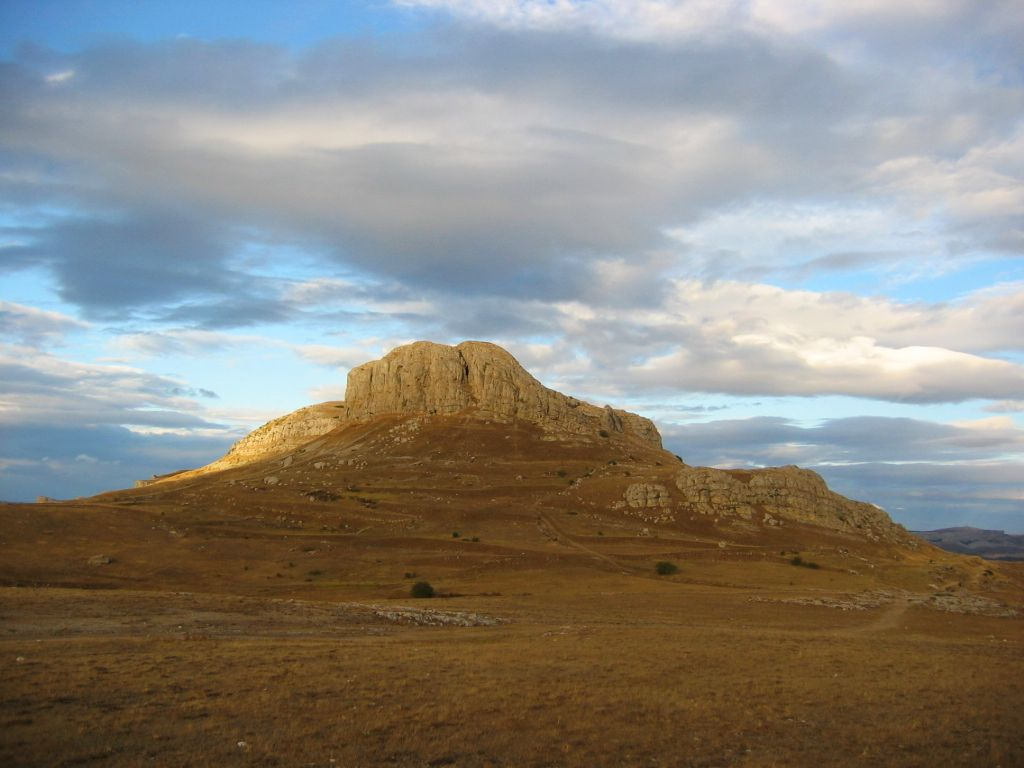
Peña Amaya, la antigua capital del Ducado de Cantabria.

El rey Ordoño le encomendó el gobierno de la marca oriental del reino de Asturias, el territorio que los árabes llamaban Al-Qila, «los Castillos», misión que acometió con una gran libertad de acción unida a una fidelidad ejemplar al monarca. 

«Hasta este momento no conocemos el nombre de ningún conde de Castilla ni cual era la situación administrativa de esta parte importante del reino astur, si estaba vinculada a Álava constituyendo un condado formado por Álava y los Castillos o si Castilla era un condado y Álava otro.»

En 860 repobló Amaya —la ciudad Patricia, llamada así por haber sido la capital de una de las ocho provincias del reino visigodo de Toledo— que había sido conquistada en 711-12 por Táriq: In era DCCCLCLVIII populavit Rudericus comes Amaya et fregit Talamanca  y construyó una muralla con torres alrededor de la ciudad.
Luchó al lado de Ordoño I contra los musulmanes en distintas batallas, destacando la de Morcuera en 863 donde las tropas musulmanas resultaron victoriosas..
El rey Ordoño falleció el 27 de mayo de 866 y fue sucedido por su hijo Alfonso, que en esas fechas tenía unos dieciocho años de edad. Alfonso fue destronado y se refugió en Castilla. El conde Rodrigo entró con sus huestes en Asturias para apoyar al joven rey y permaneció ahí algún tiempo al lado de Alfonso.
Entre los años 867 y 868 sofocó la rebelión del magnate alavés Egilón y obtuvo el gobierno del condado de Álava, territorio que rigió hasta en torno el 870. A partir de 880 aparece Vela Jiménez como conde de Álava. Tras su muerte le sucedió en el gobierno de Castilla su hijo Diego Rodríguez Porcelos.

## Territorio
El señorío del conde Rodrigo, según fray Justo Pérez de Urbel, quedaba limitado al norte por las montañas de Santander y al sur por la línea de fortalezas levantadas sobre el Ebro, comprendiendo al occidente los montes de Brañosera, Reinosa y Campoo, «donde antes habíamos visto actuar a Munio Núñez de Brañosera»; en el centro, los valles de Bricia, Sotoscueva, Villarcayo y Valdivielso; y en el este, el valle de Tobalina hasta Larrate, hoy Puentelarrá. Esta zona protegía la entrada de los invasores sarracenos y estaba erizada de fortalezas. Incorpora al condado los valles de Mena y Losa.

## Documentación
A pesar de la existencia de un documento fechado en 852 en el que aparece el nombre de Rodrigo como conde de Castilla, esta carta es una falsificación. Por ello se considera que el primer documento, más o menos fiable, en realidad es de 862:

Facta carta in era DCCCCª, regnante Roderico comite in Castella
‘Hecha la carta en la era 900ª, reinando [gobernando] Rodrigo, conde en Castilla.
Cartulario de San Millán de la Cogolla

| Predecesor: Nuevo título | Conde de Castilla c. 860 - 873 | Sucesor: Diego Rodríguez Porcelos |
| Predecesor: Nuevo título | Conde de Álava 867/ 868 - 870  | Sucesor: Vela Jiménez             |